# 301

301(삼백일)은 300보다 크고 302보다 작은 자연수다.

## 수학
- 합성수로, 그 약수는 1, 7, 43, 301이다. 진약수의 합은 51이므로, 301은 부족수다.
  - 95번째 반소수다. 앞의 반소수는 299, 다음 반소수는 302이다.
- 7번째 십육각수다. 앞의 십육각수는 216, 다음은 400이다.
- {\displaystyle 301=97+101+103}
  - 연속하는 세 소수(素數)의 합으로 나타낼 수 있으며, 이 성질을 지닌 앞의 수는 287, 다음 수는 311이다.
- {\displaystyle 85^{2}-1}, {\displaystyle 44^{3}-1}은 301로 나누어떨어진다.

## 과학·기술
- NGC 301(영어판): 고래자리 방향에 있는 나선은하.
- HTTP 301 (Moved Permanently→영구 이동됨): 요청한 자료가 영구히 옮겨져서 리디렉션이 필요함을 나타내는 HTTP 상태 코드.

## 교통

### 철도
- 부산 도시철도 3호선 수영역의 역번호.
- 수도권 전철 3호선, 대구 도시철도 3호선은 301번 역이 없고, 각각 309번, 312번부터 시작한다.

### 도로
- 고속도로 및 국도
  - 영천상주고속도로의 노선 번호.
  - 일본 301번 국도: 시즈오카현 하마마쓰시 니시구에서 아이치현 도요타시까지 이어지는 일본의 국도.
  - 미국 301번 국도(영어판)
- 기타 도로
  - 301번 지방도: 경기도 화성시 우정읍 화산리에서 시흥시 정왕동까지 이어지는 대한민국의 지방도.
  - 현도 제301호선

## 군사
- U-301(영어판): 제2차 세계 대전에 사용된 나치 독일의 군용 잠수함.

## 문화유산
- 대한민국의 국보 제301호: 화엄사영산회괘불탱
- 대한민국의 보물 제301호: 해남 대흥사 북미륵암 삼층석탑
- 대한민국의 사적 제301호: 부여 정림사지

## 방송
- 지니 TV의 유럽 뉴스 방송인 유로뉴스 채널 번호.
- B tv 케이블의 UXN 채널 번호.
- KT HCN의 대교어린이TV 채널 번호.

## 기타
- 날짜: 3월 1일
- 연도: 301년, 기원전 301년